# L'Amour violé
Pour plus de détails, voir Fiche technique et Distribution.
L'Amour violé est un film français de Yannick Bellon réalisé en 1977 et sorti en 1978.

## Synopsis
Une femme, infirmière à Grenoble, est violée par quatre hommes un soir. Poussée par une amie, elle porte plainte pour que l'affaire soit jugée devant une cour d'assises.

## Fiche technique
- Réalisation et scénario : Yannick Bellon
- Production : Jacqueline Doye
- Sociétés de Production : Les Films de l'Equinoxe, Film du Dragon et MK2 Productions
- Musique originale : Aram Sedefian
- Photographie : Georges Barsky et Pierre-William Glenn
- Montage : Janine See
- Affichiste : Liliane Pellizza
- Genre : drame
- Durée : 115 minutes
- Année de tournage : 1977
- Pays :  France
- Date de sortie : 11 janvier 1978
- Rappel[1]

Film interdit aux moins de 13 ans à sa sortie, puis autorisé à tous publics. Il est néanmoins diffusé le 13 mars 2013 sur France 2 dans le cadre du ciné-club avec un macaron « déconseillé aux moins de 16 ans » (peut-être par erreur, car le site Internet de rediffusion de France Télévision, Pluzz.fr, l'indique « déconseillé aux moins de 10 ans »).
La chanson Jamais plus toujours (titre d'un autre film de Yannick Bellon) est écrite par Yannick Bellon et Aram Sedefian, chantée par Aram Sedefian et Sapho, et enregistrée et éditée par Saravah (Pierre Barouh).

## Lieux de tournage
Tournage principalement à  Grenoble entrecoupé vers la fin du film par de courtes scènes à Paris.
- Auberge de Sainte-Marie-du-Mont (région de Grenoble)
- Clinique Juliette de Wils (Champigny-sur-Marne)

## Distribution
- Nathalie Nell : Nicole
- Alain Fourès : Jacques
- Michèle Simonnet : Catherine
- Pierre Arditi : Julien
- Daniel Auteuil : Daniel
- Bernard Granger : Patrick
- Marco Perrin : Le père de Jean-Louis
- Marianne Épin : La femme de Patrick
- Alain Marcel : Jean-Louis
- Gilles Tamiz : René
- Tatiana Moukhine : La mère de Nicole
- Lucienne Hamon : Le juge
- Guylène Péan : L'avocate
- Andrée Damant : La mère de Jean-Louis
- Catherine Stermann

## Critiques
- « Yannick Bellon entend choquer, éveiller sans ménagement les consciences somnolentes, provoquer l’opinion et,  l’alarme une fois donnée, parcourir méthodiquement les pièces d’un dossier qu’elle veut examiner à fond. L’Amour violé sera un film utile, propre à susciter immédiatement le débat, une arme pour la lutte en faveur de l’indépendance féminine et contre les valeurs sexistes de la société ou nous vivons. »[2]
- « D’un côté, il y a la beauté calme des paysages. De l’autre, la violence stupide des hommes. Entre les deux, le silence de Nicole et son regard. Elle ne lutte pas pour se venger. »[3]